# Angerbach (Simssee)
Der Angerbach, im Oberlauf Thalbach, ist ein Fließgewässer im Gemeindegebiet von Riedering im bayerischen Landkreis Rosenheim. Er entsteht nordwestlich von Söllhuben, fließt in Gräben nordwestlich, bevor er in einem Schwemmtrichter nahe dem Dorf Beuerberg in den südlichen Simssee mündet.